# はまのゆか
はまの ゆか（1979年2月1日 - ）は、大阪府泉佐野市出身の絵本作家、イラストレーター、カートゥニスト。東京都在住。
京都精華大学・マンガ専攻卒業。大学在学中に1999年『あの金で何が買えたか』（小学館・村上龍・著）でデビュー。

## 作品リスト
- オリジナル絵本
  - mamechan
  - だんじりまつり
  - いもほり

など。
- イラストレーション
  - 13歳のハローワーク
  - ちいさくても大丈夫
  - Playing for Papa
  - スムルース『Beautiful Days』アルバムジャケット

など。